# Михайленко Володимир Степанович
Володимир Степанович Михайленко — український фізик-теоретик, фахівець із фізики плазми. Доктор фізико-математичних наук, професор, лауреат Державної премії України у галузі науки і техніки (2005).

## Біографія
Народився у місті Зіньків Полтавської області. В 1963 закінчив середню школу в місті Хорол.
В 1970 році закінчив кафедру фізики плазми фізико-технічного факультету ХДУ. Займався науковою роботою в галузі фізики плазми під керівництвом Костянтина Степанова.
В 1987 році захистив докторську дисертацію «Нелінійна теорія параметричних кінетичних нестійкостей у сильному змінному електричному полі».
У 2005 році Михайленкові було присуджено Державну премію України в галузі науки і техніки «За колективні механізми нагрівання та перенесення плазми в тороїдальних магнітних пастках».
З 1989 року Михайленко працював професором на кафедрі теоретичної ядерної фізики та вищої математики ім. А. І. Ахієзера на фізико-технічному факультеті Харківського національного університету, викладав диференціальні рівняння, математичну статистику, чисельні методи, теорію систем багатьох частинок, фізичну кінетику.

## Родина
Син Володимира Степановича Михайленка, Володимир Володимирович Михайленко також займається фізикою плазми, має низку спільних публікацій із батьком.

## Нагороди
- Державна премія України в галузі науки і техніки (2005)[4]

## Публікації
- Chibisov D. V., Mikhailenko V. S., Stepanov K. N. Ion cyclotron turbulence theory of rotating plasmas // Plasma Physics and Controlled Fusion. — Elsevier, 1992. — Vol. 34 (26 March). — P. 95—117.
- Akhiezer A. I., Mikhailenko V. S., Stepanov K. N. Ion-sound parametric turbulence and anomalous electron heating with application to helicon plasma sources // Physics Letters A. — Elsevier, 1998. — Vol. 245,  (08). — P. 117—122. — DOI:10.1016/S0375-9601(98)00437-X.
- Mikhailenko V. S., Mikhailenko V. V., Stepanov K. N. Temporal evolution of linear drift waves in a collisional plasma with homogeneous shear flow // Physics of Plasmas. — 2000. — Vol. 7 (26 March). — P. 94—100.